# Віденський трамвай
48°12′30″ пн. ш. 16°22′21″ сх. д. / 48.2082° пн. ш. 16.3725° сх. д.
Віденський трамвай (нім. Wiener Straßenbahn) — міська трамвайна система Відня, що була започаткована у 2-й половині ХІХ ст. Її розвиток тривав у декілька етапів зі створенням ліній кінного, парового, електричного трамвая. Найбільшого розвитку віденський трамвай зазнав у міжвоєнний період. На 2011 довжина 29 ліній становила 221,5 км при довжині колій 422,4 км, що робить Віденський трамвай п'ятим у світі. Було перевезено 193,8 млн. пасажирів. Трамвай має нормальну ширину колії у 1435 мм з живленням від лінії постійного струму напругою 600 В. Оператором трамвайної мережі у Відні є підприємство Wiener Linien.

## Історія

### Кінний трамвай

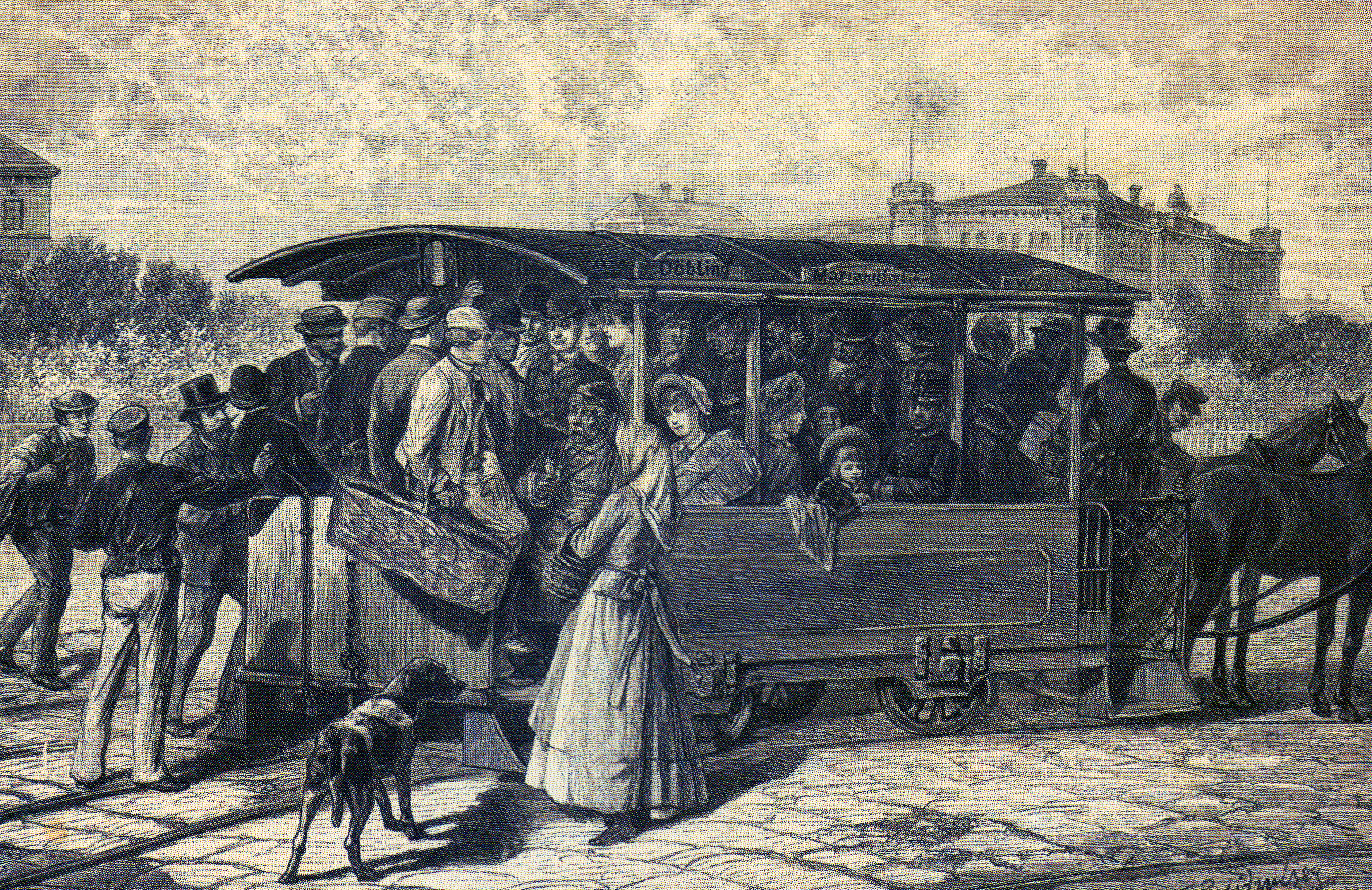
Кінний трамвай Відня. 1885

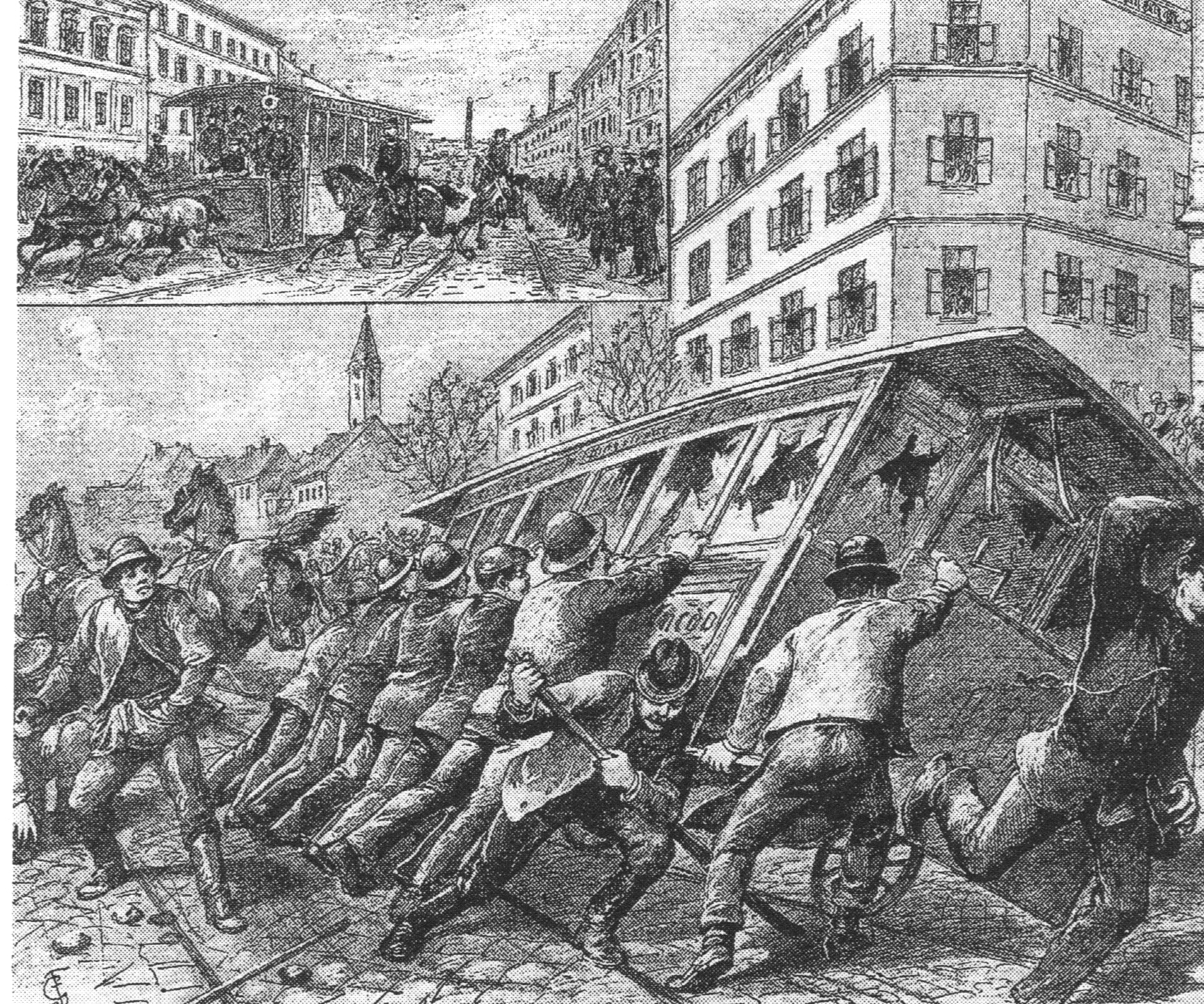
Страйк візників. Квітень 1889

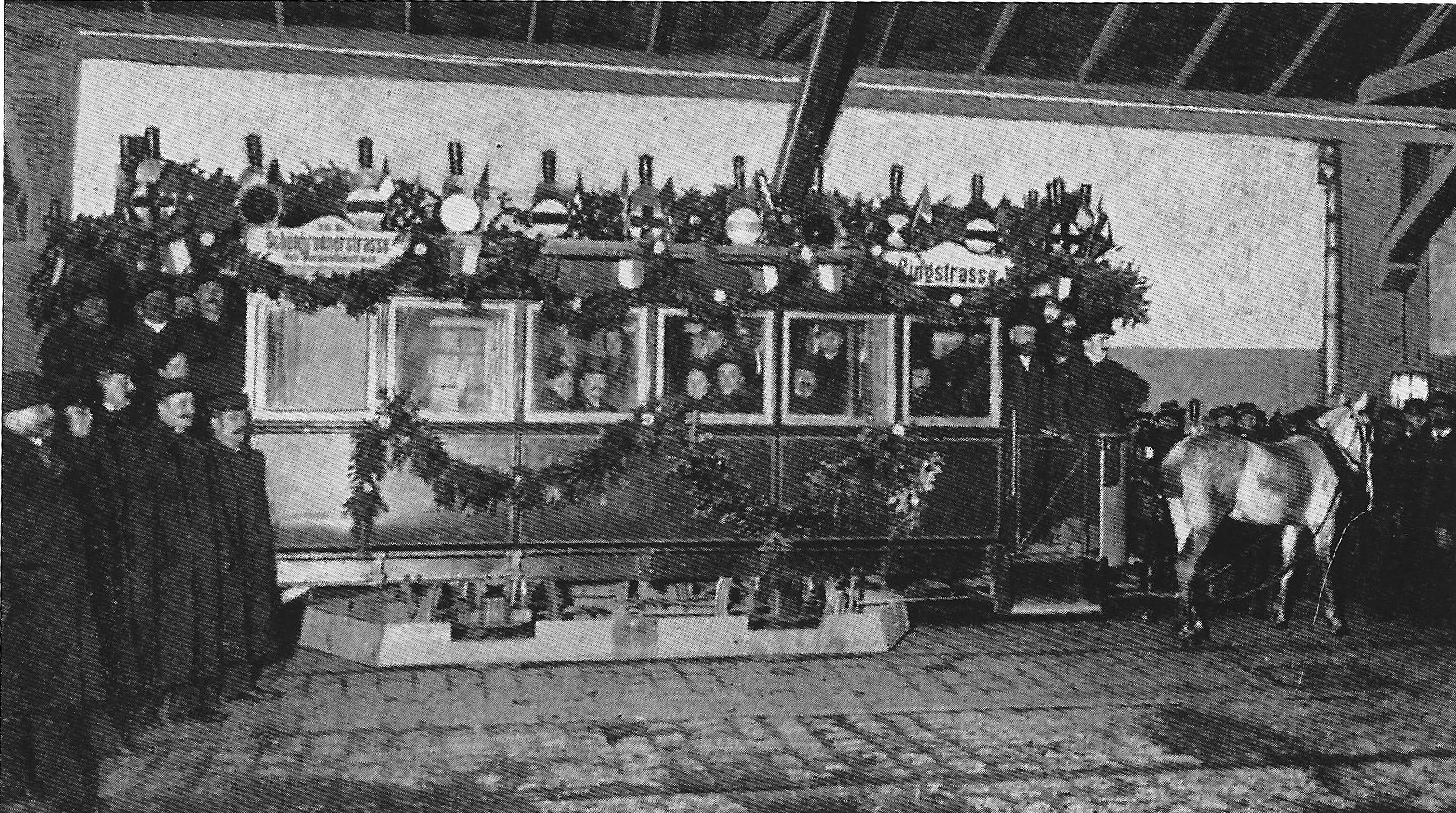
Останній рейс кінного трамваю на одній з ліній. 28 січня 1902

Перша лінія кінного трамваю Brigittenauer Eisenbahn діяла з 2 липня 1840 по 29 червня 1842. Впродовж 14 годин щодня що 15 хвилин проїжджав вагон з Бріґіттенау до Дунайського каналу. Компанія Schaeck-Jaquet & Comp. отримала концесію на будівництво нової лінії, з відкриттям якої 4 жовтня 1865 Відень отримав першу в Австрійській імперії лінію вуличного трамвая — Шоттентор на Рінгштрассе до Дорнбах (тепер лінія 43). Нова група інвесторів, що бажала приєднатись до прокладення трамвайних ліній, обєдналась у Віденську Трамвайну Спілку (нім. Wiener Tramwaygesellschaft (WT)). 7 березня 1868 спілка отримала концесію і зрештою збудувала значну частину нових трамвайних колій.
У цих спілках існували погані умови праці для візників, кондукторів. Робочий день тривав 19 годин з 30-хвилинною перервою на обід. Вони повинні були самостійно усувати пошкодження вагонів, за запізнення понад хвилину доводилось виконувати штрафну службу у вільний час. Тому у квітні 1889 розпочався страйк, який підтримали соціал-демократична преса, політики, зокрема Віктор Адлер. Візники перемогли. Робочий день обмежили 12 годинами, скасували частину штрафів. На 1877 довжина ліній становила 42,4 км.

### Паровий трамвай
Спілка Krauss & Comp відкрила першу лінію парового трамвая в 1883 році між приміськими поселеннями Гітцінгом і Перхтольдсдорф. Наступні лінії вели до інших поселень. Частина з них з розвитком Відня увійшла до його інфраструктури. У 1886–1911 спілка проклала лінію від Дунайського каналу до мосту Стефана (тепер лінія 31), яку продовжили і в 1922 році електрифікували. Одна з ліній 1886 була електрифікована в 1907 і на сьогодні є частиною локальної залізниці Відень-Баден (26 км). Ще декілька ліній експлуатувались з 1884 до 1903 року.

### Електричний трамвай

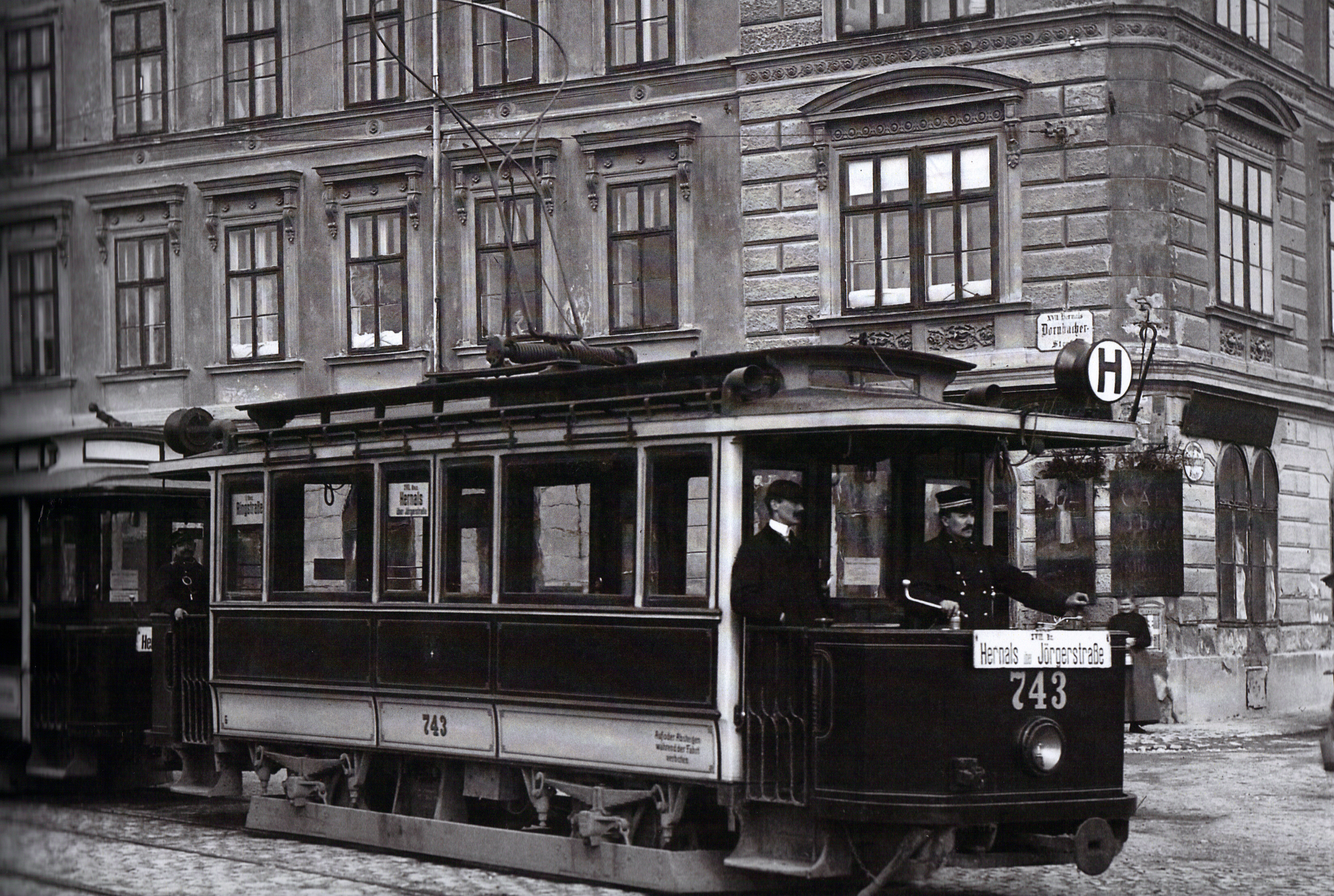
Трамвай лінії Н. 1906

З обранням мером Відня Карла Люгера розпочався послідовний процес муніципалізації міських служб, які раніше надали приватним компаніям. Ц.к. міністерство шляхів надало 1899 місту на 90 років концесію на електричний трамвай — з прокладенням нових ліній і купівлею старих від Віденської Трамвайної Спілки. 4 квітня 1902 розпочалось об'єднання ліній спілкою «Громада Відня — міський трамвай» (нім. Gemeinde Wien – Städtische Straßenbahnen). Перший рейс електричний трамвай Відня здійснив 28 січня 1897. 26 червня 1903 завершив діяльність кінний трамвай, а паровий існував до 1922. З 1907 ввели цифрові і літерні позначення маршрутів. До 1910 використовували відкриті вагони, а 1911 почали використовувати причіпні вагони. Під час Першої світової війни чверть зупинок трамваю не використовувались (1917). На 1929 було досягнуто найбільшу кількість вагонів, на 1930 — найбільшої щільності мережі у 318 км. У ніч на 19 вересня 1938 було введено правосторонній рух. На 1943 перевезли близько 732 млн. пасажирів, а лінії обслуговувало 18.000 осіб. З початком бомбардувань 1944 рух трамваїв стали скорочувати і 7 квітня 1945 повністю зупинили до 28 квітня. З 3.665 довоєнних вагонів 587 було знищено, 1536 пошкоджено.

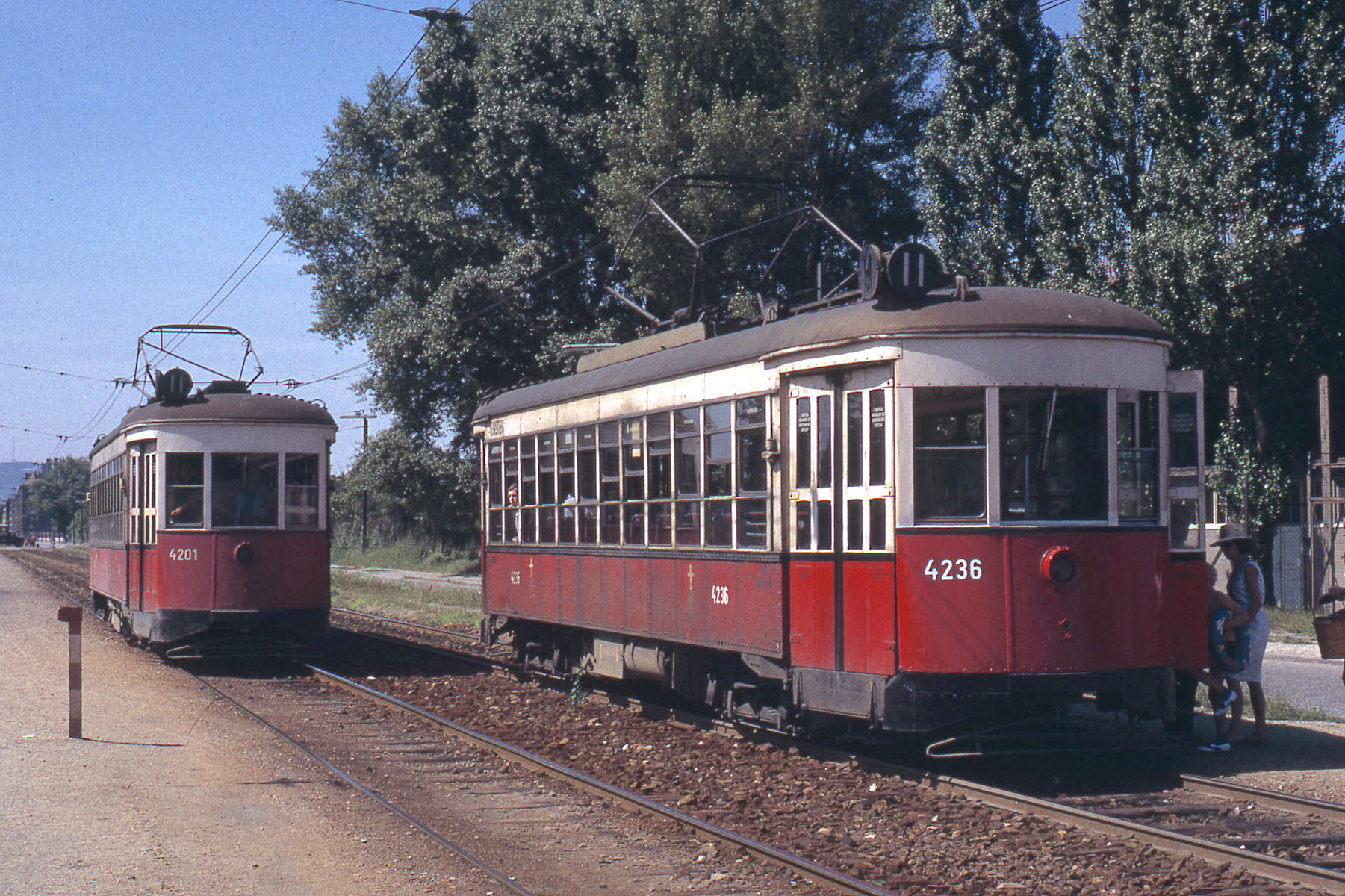
Американські трамваї Типу Z. 1965

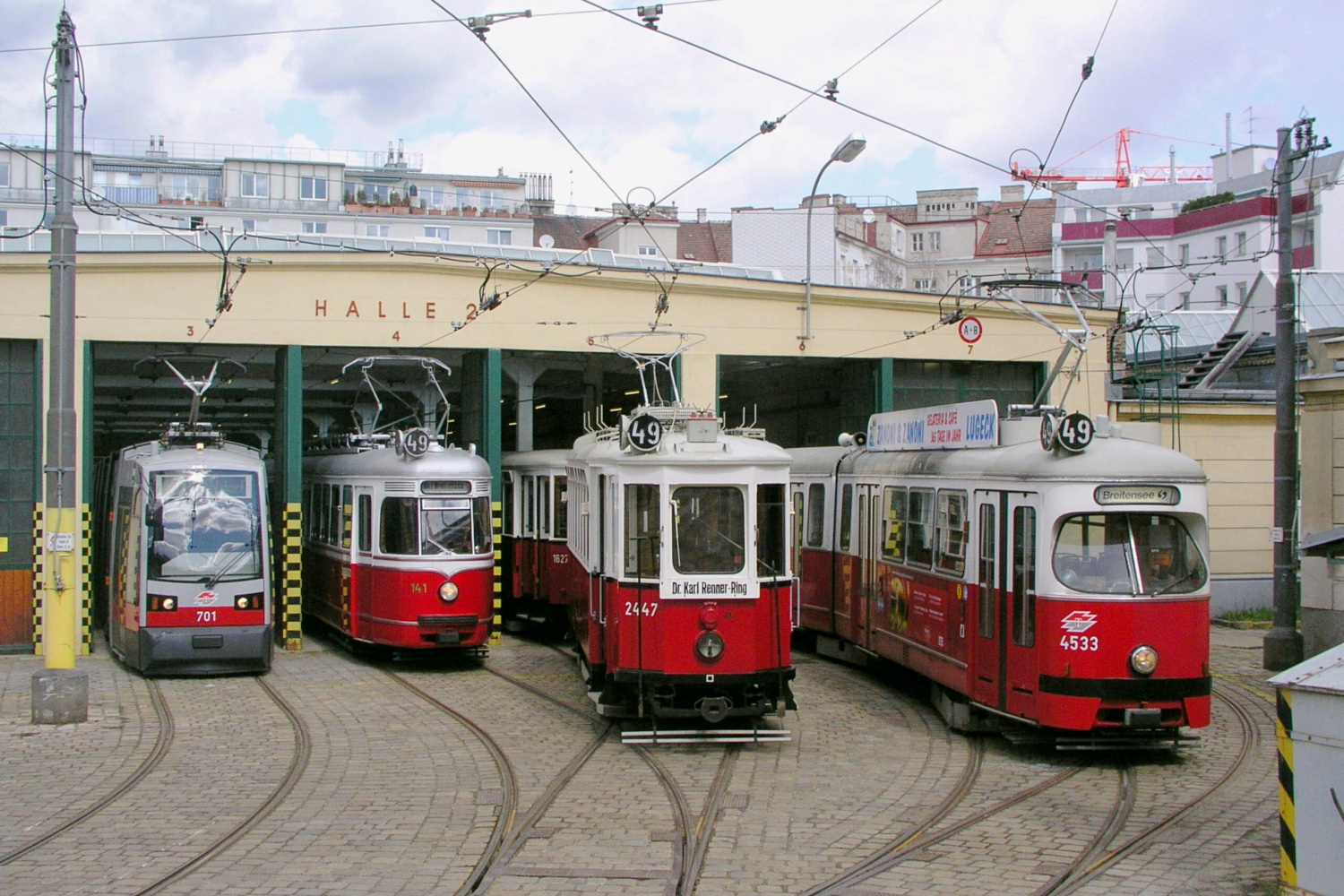
Чотири покоління трамваїв. 2006

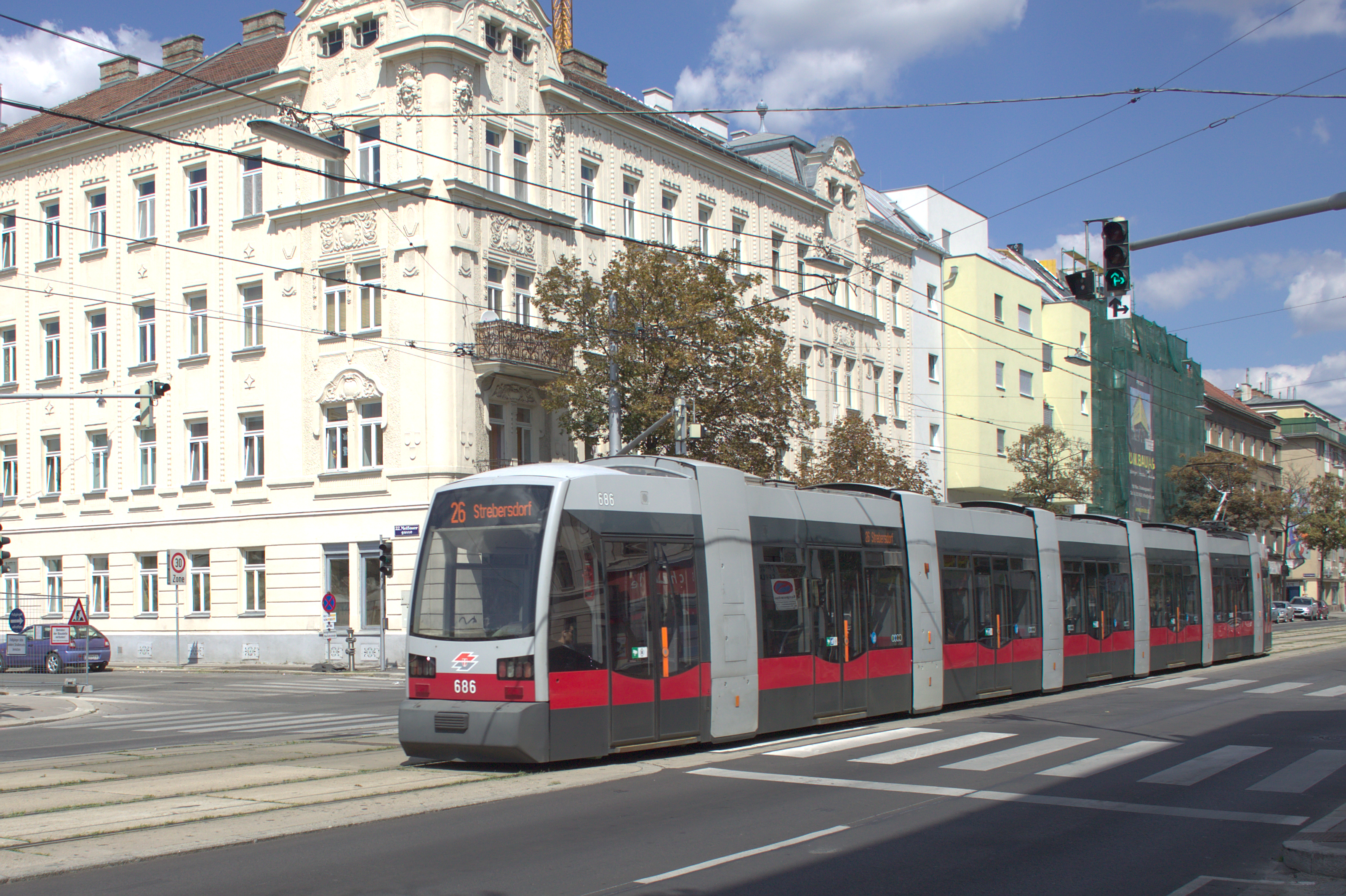
Низькопідлоговий трамвай ULF. 2013

Відновлення ліній тривало до 1950, але деякі короткі лінії не відновлювали. У рамках плану Маршалла було поставлено з Нью-Йорку трамваї Типу Z, що були ширшими за решту й використовувались на колишніх лініях парового трамвая. З 1951 в обмеженій кількості почали використовувати нові вагони. Згідно з угодою 1956 з Gräf & Stift на старе шасі почали встановлювати нові кузови вагонів (16 подвійних вагонів Типу D). З покращенням фінансового стану населення частина пасажирів пересіла на власні авто, частина воліла користуватись автобусами, що витіснили декотрі лінії. З 1966 було введено в експлуатацію дві лінії Підземного трамвая (нім. U-Straßenbahn Wien (USTRABA)) завдовжки 16,7 км. З 1970-х почали модернізацію вагонного парку з початком експлуатації вагонів виробників Simmering-Graz-Pauker, DUEWAG, Bombardier-Lohner. У 1980-х появились перші лінії швидкісного трамвая, інтерес до яких згодом зменшився. З 1995 почали експлуатувати низькопідлогові трамваї Ultra Low Floor, Bombardier Flexity. На 2010-і рр. у Відні експлуатується 300 низькопідлогових трамваїв 4 модифікацій. У 2013–2017 заплановано провести чергове оновлення рухомого складу, зокрема купівлю 156 Bombardier Flexity.
Влітку 2011 після значної перерви ввели нову трамвайну лінію, ще декілька заплановано продовжити до 2017. На 2009 трамвай перевіз 186,9 млн пасажирів на 29 лініях. Найдовша лінія 6 простягається на 14,5 км, найкоротша 42 на 3,4 км. Для утримання рухомого складу використовують 10 вагонних депо.

## Джерела

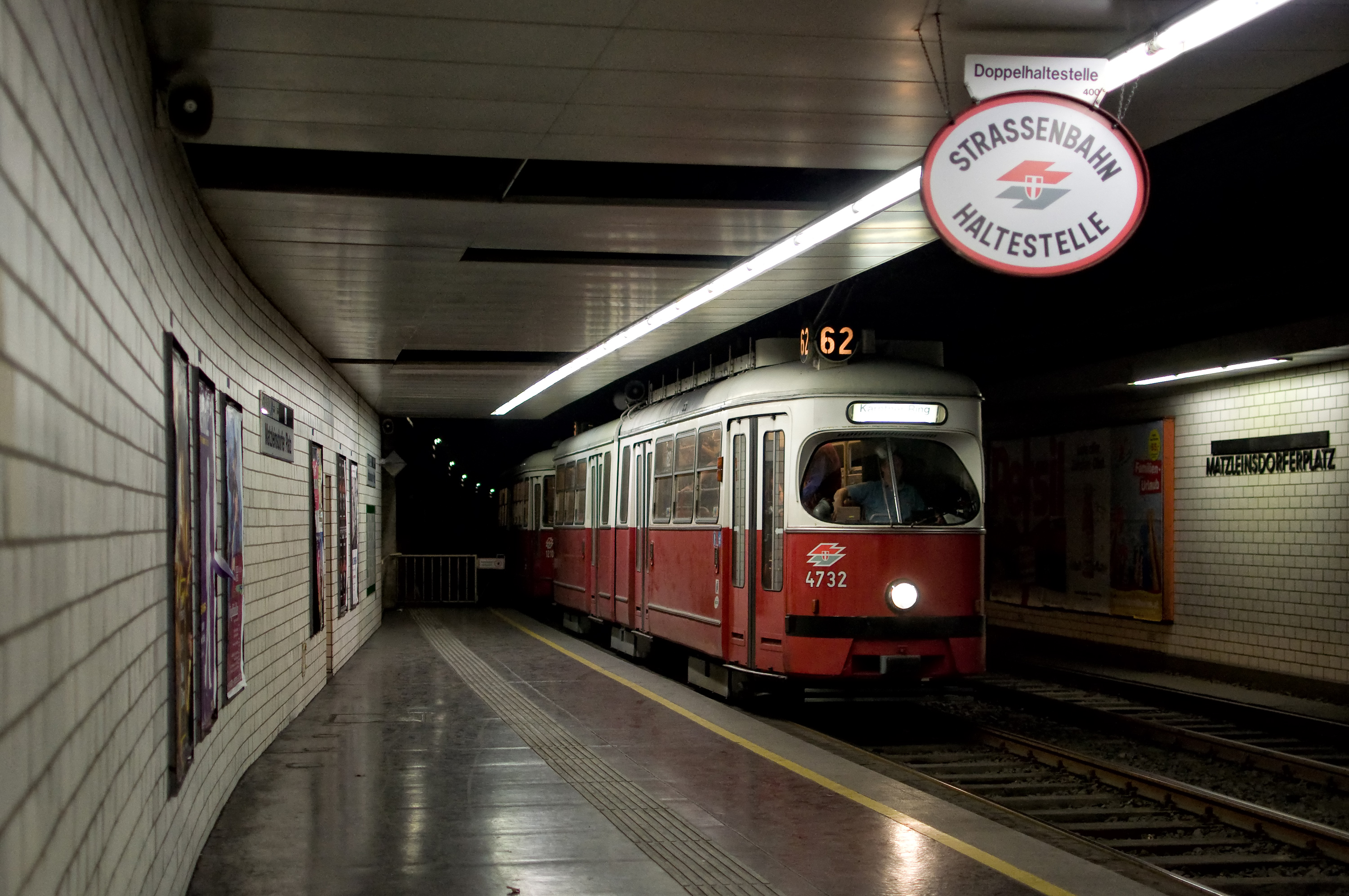
Підземний трамвай